# Gratiniano Nieto Gallo
Gratiniano Nieto Gallo (1917-1986) fue un arqueólogo, conservador de museo y catedrático universitario español. Fue uno de los impulsores de los colegios mayores tras la guerra civil española. Ejerció de rector de la Universidad Autónoma de Madrid (UAM) entre 1973 y 1977.

## Biografía
Nacido el 6 de marzo de 1917 en La Aguilera (Burgos). Cursó estudios universitarios en la Universidad de Valladolid. Durante la guerra civil, fue auxiliar y recadero de Cayetano de Mergelina y Luna (su futuro suegro) que había sido destinado en la Junta Delegada de Incautación, Protección y Salvamento del Tesoro Artístico en Madrid en diciembre de 1936; Nieto, que era militante falangista, fue ocultado por Mergelina en Madrid hasta que pudo huir a la zona franquista.
Tras licenciarse (1940) trabajó como profesor de la Universidad de Valladolid y como miembro del Cuerpo Facultativo de Archivos, Bibliotecas y Museos en el Museo Arqueológico de Valladolid (1941).Nieto acreditó en estas labores una notable eficacia y capacidad de administración. Destacó en la dirección de los colegios mayores Felipe II y Santa Cruz de la universidad pucelana, donde se convirtió en un exponente del movimiento de restauración de estos centros en España, auspiciado por el Ministerio de Educación Nacional de José Ibáñez Martín.
Trasladado a Madrid, dirigió el Colegio Mayor Nebrija (1952-1956) y se doctoró con la lectura en 1954 de Los monumentos de Lerma. Paradigma de la arquitectura post-escurialense, una tesis dirigida por José Camón Aznar.  Trabajó también para el Museo Arqueológico Nacional, antes de obtener una cátedra de Arqueología, Numismática y Epigrafía en la Universidad de Murcia en 1959.
Ejerció de director general de Bellas Artes entre 1961 y 1968. Durante su mandato impulsó la creación del Instituto de Conservación y Restauración de Obras de Arte, que tuvo su primera sede provisional en el Casón del Retiro. Tras su cese en el cargo, se incorporó a la Universidad Autónoma de Madrid, donde ejerció como rector entre 1973 y 1977.
Jubilado en 1984, ingresó como miembro numerario de la Real Academia de Bellas Artes de San Fernando el 2 de junio de 1985 con la lectura de Arqueología y modernidad, cubriendo la plaza vacante dejada por Xavier de Salas en la Sección de Escultura. También fue miembro correspondiente de la Real Academia Española de la Historia.
Falleció el sábado 19 de julio de 1986 en Yecla (Murcia).

## Condecoraciones
- Gran Cruz de la Orden del Mérito Civil (1960)[11]
- Medalla de Oro al Mérito Turístico (1963)[12]
- Gran Cruz de la Orden de Isabel la Católica (1964)[13]
- Gran Cruz de la Orden Civil de Alfonso X el Sabio (1966)[14]
- Gran Cruz de la Orden del Mérito Militar, con distintivo blanco (1968)[15]
- Hijo adoptivo de Cáceres (1968)[16]